# Montaverner
Montaverner és un municipi del País Valencià situat a la comarca de la Vall d'Albaida.

## Toponímia
El topònim deriva, segons Joan Coromines, de l'àrab منطب *النهر (*mantab *an-*nahr, "el ? del rierol"). La seua semblança amb muntanya i taverna es deu a etimologia popular.

## Geografia
Integrat a la comarca de la Vall d'Albaida, se situa a 80 quilòmetres de València. El terme municipal està travessat per la carretera nacional N-340 entre els pK 823 i 826 i per les carreteres autonòmiques CV-60 (l'Olleria-Gandia) i CV-62 (Albaida-Montaverner).
El municipi està situat en el centre de la comarca, a la vora del riu Clariano i del riu Albaida. En l'àrea recreativa situada al costat d'una font de quatre dolls ("Font dels Quatre Xorros") es troba la desembocadura del riu Clariano en el riu Albaida. L'embassament de Bellús, que resclosa les aigües del riu Albaida, ocupa part del territori en l'extrem nord-oriental. L'altitud oscil·la entre els 285 metres al sud-est i els 150 metres a la vora del riu Albaida. El poble es troba a 186 metres sobre el nivell de la mar.
En el municipi es pot realitzar "la ruta de les fonts", un recorregut vorejant el riu Albaida i que presenta les diferents fonts existents. Una caminada que uneix horta, secà i un recorregut fluvial per a visitar diferents fonts o els passos del riu Albaida. De baixa dificultat, la ruta no comporta cap perill. També es poden visitar els llavadors del Molí i dels Quatre Xorros.
| Fonts abandonades: -Font de l'Algar. -Font del Pas. -Font de Guillem o Teula. -Font de Gregorio. -Font de Mariano. -Font de Maties. -Font de Pepito. -Font d'Ambrosio | Fonts accessibles: -Font dels 4 Xorros. -Font de l'Angles. -Font del Molí. -Font del Povil. -Font de Ca BLanc. -Font de les Marxaletes. |

### Municipis limítrofs
El terme municipal de Montaverner limita amb les següents localitats: Alfarrasí, Bèlgida, Benissuera, Otos i El Palomar, totes elles a la província de València.
Localitats limítrofes
| Nord-oest: Alfarrasí | Nord: Alfarrasí | Nord-est: Benissuera i Otos (exclavament) |
| Oest: Palomar        |                 | Est: Bèlgida                              |
| Sud-oest: Palomar    | Sud: Palomar    | Sud-est: Bèlgida                          |

## Història
Si bé es troben restes arqueològiques en el terme municipal (columna romana en el Pla de Colata, restes de l'edat de bronze en la Plaça Major iTossal del Calvari) i en la seua demarcació es trobaven les alqueries de Colata i Collatella, l'origen es troba en la visita realitzada pel Rei En Jaume I en 1270. Va ser ell qui va decidir fundar un poble en la confluència dels rius Albaida i el Clariano amb la finalitat d'assegurar el camí que unia València amb Alacant. Així, el 26 d'agost de 1271 va concedir la Carta de Poblament, establint-se els primers colons procedents de Barcelona, els quals van haver d'abandonar les terres a causa de la revolta d'Al-Azraq en 1276. Després de pertànyer al Senyor d'Albaida els anys 1281-1296 va passar a ser “poble del rei”, dependent del terme de Xàtiva i exempt del domini feudal.
L'expulsió dels moriscos en 1609 va produir una forta crisi demogràfica, passant d'albergar 60 cases a 30, perquè els seus habitants, tots ells cristians vells, van haver de marxar als pobles circumveïns amb la finalitat de repoblar-los. És en aquest segle quan el poble va patir la pesta del "garrotillo" (1677-1678) i va viure el Miracle de Sant Blai (Segon dia de Pasqua de 1678, 11 d'abril). Durant el segle XVIII va ser construïda l'actual Església, on en aquells dies constaven els següents carrers: Major, Montons, dels Penadesos, de Dalt, Quatre cantons, Alacant, i Plaça; mentre que en 1789 constava l'existència dels carrers Major, Montons, Forners, Sant Vicent, Alacant i Molí.
La carretera N-340 construïda els anys 1860-1862, els ponts (“Llarg” i “Curt”), conclosos en 1890 i el pas del ferrocarril (1893) van portar a un augment demogràfic, superant els 1000 habitants al començament del segle xx. Durant aquest segle es van succeir la crisi de la fil·loxera (1910), la creació de la fàbrica El Trovador (dècada de 1920) i el desenvolupament industrial i urbanístic durant la segona meitat del segle. El començament del segle XXI ha portat amb si la millora de les comunicacions a la comarca (Autovia de la Mediterrània, CV-60 l'Olleria-Gandia, viaducte sobre l'Albaida), la construcció del polígon industrial, poliesportiu, auditori Lluis Peiró,...
D'èpoques pretèrites hi ha testimonis en forma de diversos utensilis en un pujol denominat autòctonament "Tossal del Calvari". Més recents són les restes d'una vila rústica romana trobades en la partida de Colata.
L'origen de la població és una alqueria musulmana incorporada pel rei En Jaume I al terme de Xàtiva. El 26 d'agost de 1271 se li va concedir la carta de població, amb franquícia de tributació durant 10 anys. El 4 de desembre d'aquest any es va confirmar la donació d'heretats i parcel·la, la qual cosa va propiciar un conflicte dels quals no van resultar afavorits amb Pere el Gran. Al estar subjecta a la bailía i Governació de Xàtiva, no va tindre mai senyor territorial per pertànyer a la Corona. En 1535 obté la independència eclesiàstica d'Albaida. L'expulsió dels moriscos va delmar en dos terços la població i va fer desaparéixer com a pobles a Colat, Vistabella i Behalí, dels quals es conserven ruïnes en el terme municipal.

## Història parroquial
El poble va nàixer com a comunitat cristiana a causa de l'arribada dels primers pobladors procedents de Barcelona, que van portar amb ells la fe cristiana. Durant els primers segles va pertànyer a la Parròquia Asunción de N. S. d'Albaida, i desmembrada d'aquesta, va ser fundada en 1535 comptant amb els territoris de Montaverner, Colata i Bufali. En 1605, el rector Pere Leandro Sanchis ordena i organitza els documents sacramentals. L'expulsió dels moriscos en 1607 va portar amb la desaparició de la festa de Sant Joan, i en 1624 va ser fundada la Confraria de la Verge del Rosari, destacant també en aquest segle la construcció de la segona ermita de Colata. Ja el segon dia de pasqua de 1678 va tindre lloc el Miracle de Sant Blai, gràcies a la imatge procedent de Bèlgida. El segle XVIII va ser el segle del Dr. José Esplugues, nascut a Agullent en 1705 i mort a Montaverner en 1787, a ell es va deure la construcció de l'Església Parroquial i la constatació de la vida i fets més rellevants de la parròquia, gràcies al seu manuscrit "Llibre de l’Esglèsia Parroquial". També va tindre lloc el Pleit de Colata, pel qual la justícia va assignar la partida que porta aquest nom al terme municipal. Durant el segle xix es van crear diferents associacions en honor al Sagrat Cor de Jesús.
L'Església Parroquial va començar a alçar-se en 1735 fins a principis de l'any 1758. Tres són les campanes de la torre: la més antiga, Sant Tomàs de Vilanova data de 1817, mentre les altres dues, Maria dels Dolors i Maria Loreto van ser foses en 1941. També es troba en la seua demarcació el Col·legi de les Monges, construït durant els anys 40 i recentment restaurat com a seu de l'ajuntament del poble.

## Demografia
| 1990 | 1992 | 1994 | 1996 | 1998 | 2000 | 2002 | 2004 | 2005 | 2007 | 2008 | 2010 | 2012 | 2014 | 2016 | 2018 | 2020 | 2022 |
| ---- | ---- | ---- | ---- | ---- | ---- | ---- | ---- | ---- | ---- | ---- | ---- | ---- | ---- | ---- | ---- | ---- | ---- |
| 1698 | 1670 | 1679 | 1711 | 1662 | 1702 | 1722 | 1748 | 1763 | 1833 | 1853 | 1828 | 1815 | 1708 | 1691 | 1631 | 1635 | 1627 |

## Transports

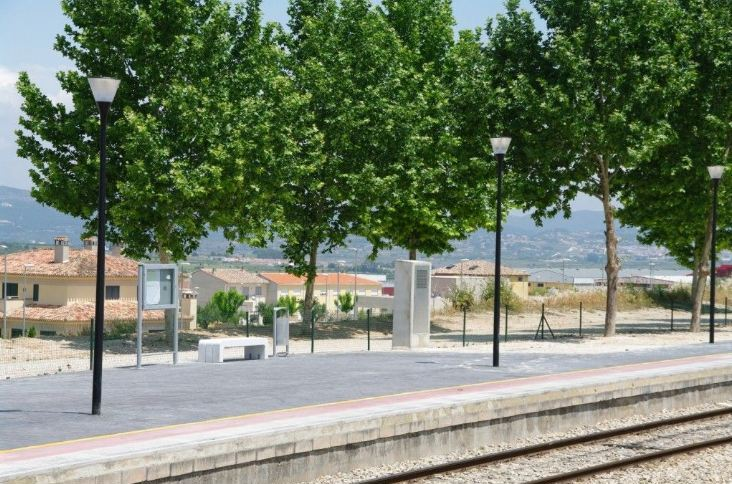
Estació ferroviària de Montaverner.

Des de València s'accedeix a aquesta localitat a través de la A-7, per enllaçar amb la CV-60.
Per ferrocarril es pot arribar a través de la línia 47 de Renfe Mitja Distància, també coneguda com a línia València-Xàtiva-Alcoi.

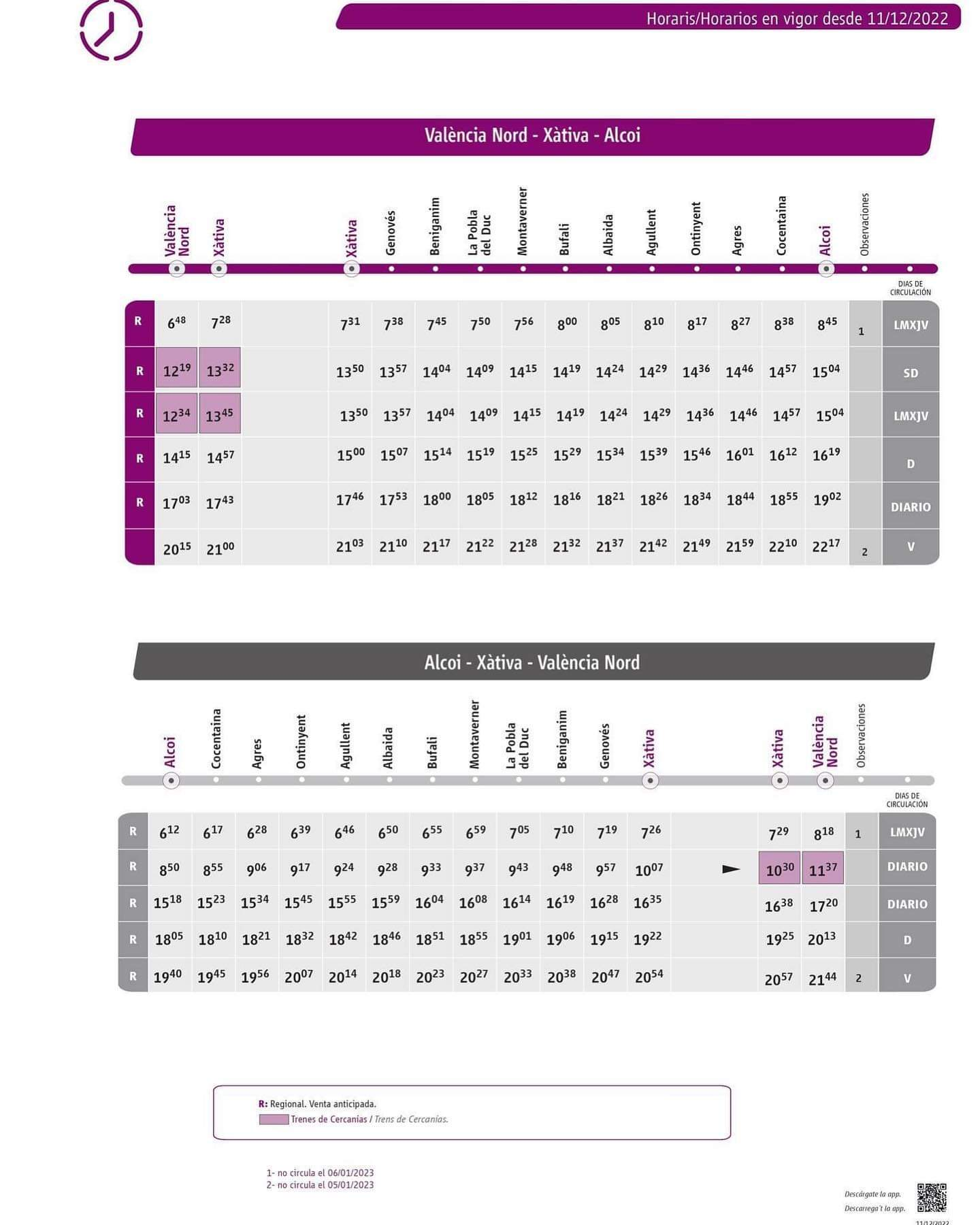
Horari de tren

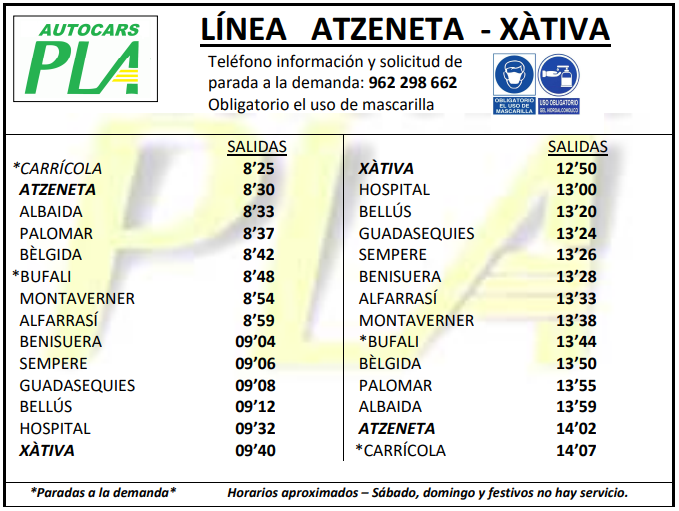
Horari de l'autobús

També disposa de servei d'autobús, de dilluns a divendres, ja que hi fa parada la línia Atzeneta-Xàtiva. L'hora d'eixida des de Montaverner en direcció Xàtiva és a les 8.54. L'hora d'arribada a Montaverner des d'origen Xàtiva és a les 13.38.

## Gastronomia
La paella i la cassola són els plats més destacats de la gastronomia montavernina, així com la monjàvena, típica dels dies de carnestoltes.

## Patrimoni
- Ajuntament: es troba a l'antic Convent/Escola de les Terciàries Caputxines, situat en l'Avinguda Sant Pancraci, 21. L'edifici va ser restaurat i inaugurat com a seu del nou Ajuntament el 6 de novembre de 2021.

- Centre Jove "Javier Monllor": situat en la Plaça Major, a l'entrada del poble (Porta del Sol).

- Ponts: si bé l'accés tradicional era a través dels passos com el de Colata, en 1890 es van alçar el “Pont Llarg” i el “Pont Curt” sobre el Clariano i Albaida, els dos són de ferro i constitueixen una representació dels ponts del segle xix. Finalment en 2005 va ser construït el viaducte sobre l'Albaida, al qual s'uneix el pont sobre el mateix riu de la CV-60 i una xicoteta passarel·la de ferro a pocs metres del viaducte.

- Llavadors: a l'inici del carrer Ontinyent i dins del nucli urbà, aprofitant la presència de la "Font del Molí", es troba aquest senzill edifici de planta rectangular. El segon es troba prop de la “Font dels Quatre Xorros”, a l'esquerra de l'antiga N-340, format per tres basses.

- Fonts: al costat de la N-340 i entre els ponts de ferro i el viaducte, es troba la font de quatre dolls coneguda com a “Font dels Quatre Xorros”, i seguint l'antiga carretera al costat del camí de Colata es troba una altra font, “la Balsilla” o “Sénia” (en record de la sénia que allí es trobava). A l'interior del poble, pels actuals carrers Gandia i Ontinyent, a l'eixida d'aquest, es troba la "Font del Molí", al costat de la frondosa vegetació que creix a la mercè de la humitat que proporciona el riu Albaida, i en els camins cap a Bufali o Aielo de Malferit trobem les fonts “Ambrosio”, “Capblanc”, “Povil” i “Anglés”.

- Església Parroquial. Dedicada a Sant Jaume i a Sant Joan Evangelista. (). L'Església Parroquial conserva restes antigues, com són la columna romana a l'entrada, i el capitell amb les barres d'Aragó incrustat en el campanar. L'edifici va començar a alçar-se en 1735, per iniciativa del rector Dr. Esplugues, concloent-se en 1758, alçant-se el campanar durant els anys 1758-1762 (Dissabte Sant). D'estil neoclàssic conserva l'antiga església la Capella de la Immaculada, (de principis del s.XVIII). Entre les obres d'interés destaquen: la pila baptismal d'estil neobizantí (1909), les imatges de Galarza del Crist de la Paciència i Sant Blai, la imatge de la Verge de Loreto (1995), la Vera Cruz (abans de la Guerra Civil Espanyola) i custòdia (s.XVIII), les pintures de la Capella del Crist de la Paciència (s. XVIII) i de les petxines (principis segle xx). Finalment l'Església acull les restes del sacerdot màrtir fill del poble i administrador parroquial de Bèlgida, el Rector Pascual Penadés (1936), i també es conserva la làpida sepulcral del Dr. Esplugues, les restes del qual van ser profanades l'any 1936. La Parròquia compta amb l'ermita del Calvari, a la qual s'accedeix pel viacrucis, construïda en 1941 i la centenària ermita neogòtica de la Verge de Loreto de Colata, construïda en 1906.

- Ermita de Colata. Durant el segle xx va ser construïda l'ermita de Colata (1906), Ismael Blat va pintar les petxines. L'any 1936 va ser martiritzat el Beat Pascual Penadés Jornet, sent saquejat el temple i l'ermita i desapareixent la major part del seu patrimoni artístic, iniciant-se la restauració de la parròquia durant la postguerra fins als nostres dies. Durant aquests anys van ser fundades les Confraries del Crist, de la Verge dels Dolors, de la Verge de Loreto i Crist de la Paciència i el Centre Júnior de Montaverner (1981). També un passeig pel terme municipal ens portarà a descobrir les ruïnes de la Casa de Colata, lloc on més de cent sacerdots van realitzar exercicis espirituals en els anys 1741-43.

- Ermita del Pujol del Calvari (Tossal del Calvari). Construïda en 1941, la Parròquia compta amb l'ermita del Calvari, a la qual s'accedeix pel viacrucis.

- Espai d´Oci Infantil "La Peixera", situat a la Plaça Major, número 6.

- Altres llocs d'interés: Trobem els següents panells de ceràmica repartits per diversos carrers del municipi. En el casc vell: Verge del Rosari (Major), Sant Antoni de Pàdua (Fora), San Francisco (Bot), Sant Vicent (Sant Vicent), San José (Molí), Sant Rafael (Plaça Sant Rafael), Santo Domingo de Guzmán (Alacant), Verge de Loreto, Sant Joan i Santiago, Sant Pancraci i Sant Blai; i la Verge del Pilar en el barri que porta el seu nom. El barri del Pilar és exponent de l'arquitectura de la segona meitat del segle xx i començaments de l'actual.

## Activitats setmanals, cultura i festes
- Gener: cavalcada dels Reis Mags i festivitat de Sant Antoni Abat, amb la benedicció de la foguera, una torrà, missa i benedicció dels animals.
- Febrer: benedicció dels rotllos de Sant Blai i presentació dels nous festers de Sant Blai.
- Març: el dia abans del Diumenge de Rams se celebra el "Mig Any Fester", on les Comparses de Moros i Cristians desfilen pels carrers del poble.
- Abril: Septenari de la Verge dels Dolors, trasllat de la Verge dels Dolors a casa del "Germà Major" de la Confraria, rosari a la casa del Germà Major i processó del Sant Enterrament. El dilluns de Pasqua se celebra la festa més antiga de Montaverner en honor al miracle obrat per Sant Blai, l'origen de la qual es remunta al segle xviii. La festa comença a la vespra amb el trasllat de la imatge del sant a casa del capità, seguit per la primera ballà de la bandera. L'endemà es realitzen el rosari de l'aurora, una missa solemne i una processó conclosa per la segona ballà de la bandera. Aquesta festa ha sigut declarada per la Generalitat Valenciana com a Festa d'Interès Turístic Provincial (DOGV 20/06/2022). El segon dilluns de Pasqua se celebra al Carrer Sant Vicent la missa i el "Combregar d´Impedits", on s'emporta la comunió als veïns majors o malalts.
- Maig: benedicció dels termes en Colata, missa els divendres en l'ermita, Dia de la Parròquia i primeres comunions.
- Juny: processó del Corpus Christi.
- Juliol: Mes del Carmen. Campionats Esportius i "Vetlades d'estiu".
- Agost: durant l'última setmana completa d'agost tenen lloc les Festes Patronals en honor a la Verge de Loreto, el Santíssim Crist de la Paciència i Sant Joan i Santiago. També tenen lloc les festes de Moros i Cristians, on les Comparses desfilen pel poble en diferents actes com la nit de l'olla, l'entrà o la retreta. La Presentació de la Regina de festes i la seua Cort d'honor és un acte propi d'aquestes festivitats.
- Setembre: festa del Beat Pascual Penadés, natural de Montaverner.
- Octubre: té lloc el festival de cinema documental de Montaverner, el Mon-Doc. Un festival on es projecten curts i llargs de cinema documental. A més, al barri del Pilar té lloc la fira medieval, un sopar de germanor, balls populars i missa de campanya en honor a la Verge del Pilar.
- Novembre: missa en el cementeri pel dia de Tots Sants i celebracions de Santa Cecília, patrona de la música.
- Desembre: benedicció dels Xiquets Jesús, campanya del Quilo, celebració de les Bodes d'Or i Plata, festivals infantils i lliurament de la carta als patges reials.

- Sant Blai. Se celebra el dilluns de Pasqua. Festa tradicional, en honor a Sant Blai, que se celebra a Montaverner, amb 250 anys d'història. Segons consta per escrit el miracle va ocórrer en 1678 a Montaverner. Des de pocs anys després quatre festers li dediquen les festes com a acció de gràcies per la curació de la pesta del "garrotillo". L'acte més important de la festa és la ballà de la bandera en la Plaça Major. Una bandera amb la imatge de Sant Blai. Les "ballaes" es realitzen el Diumenge de Pasqua i el Dilluns de Pasqua després de la processó. El 20/06/2022 la festa del miracle de Sant Blai va ser declarada Festa d'Interés Turístic Provincial.

- Moros i Cristians. Se celebren aquestes festes en la segona quinzena d'agost. Són festes patronals amb el trasllat de la patrona des de l'ermita de Colata fins a l'Església, el primer dia es dedica a la Verge de Loreto, el segon al Crist de la Paciència i el tercer als Sants Titulars. Al costat dels actes religiosos s'alternen la presentació de la Reina i els propis de la festa de Moros i Cristians.

Al hall de l'ajuntament es poden visitar, de dilluns a divendres de 8 a 15 hores (els dimecres també de 16 a 19 hores), les exposicions temporals itinerants d´artistes del nostre poble. Una iniciativa de la Regidoria de Cultura per tal de promocionar als artistes locals. Ja han exposat Antonio Carbó, Julio Sanchis, Vicente Segrelles Martí, Rafael Pascual i Luis Peiró.
Activitats de cada setmana a Montaverner https://www.montaverner.es/portada

## Alcaldia
Des de 2019 l'alcalde de Montaverner és Jorge Boluda Martínez del Partit Popular (PP).
| Període                       | Alcalde o alcaldessa                                           | Partit polític         | Data de possessió                | Observacions                        |
| ----------------------------- | -------------------------------------------------------------- | ---------------------- | -------------------------------- | ----------------------------------- |
| 1979–1983                     | Felipe Salvador Quilis Durà                                    | UCD                    | 19/04/1979                       | --                                  |
| 1983–1987                     | Felipe Salvador Quilis Durà                                    | AP-PDP-UL-UV           | 28/05/1983                       | --                                  |
| 1987–1991                     | Luis Peiró Roselló                                             | PSPV-PSOE              | 30/06/1987                       | --                                  |
| 1991–1995                     | Luis Peiró Roselló                                             | PSPV-PSOE              | 15/06/1991                       | --                                  |
| 1995–1999                     | Luis Peiró Roselló                                             | PSPV-PSOE              | 17/06/1995                       | --                                  |
| 1999–2003                     | Luis Peiró Roselló María Belén Esteve Pina                     | PSPV-PSOE              | 03/07/1999 06/10/2001            | Dimissió/renúncia --                |
| 2003–2007                     | María Belén Esteve Pina                                        | PSPV-PSOE              | 14/06/2003                       | --                                  |
| 2007–2011                     | María Belén Esteve Pina                                        | PSPV-PSOE              | 16/06/2007                       | --                                  |
| 2011–2015                     | Elisa Amparo Roses Català                                      | PP                     | 11/06/2011                       | --                                  |
| 2015–2019                     | Elisa Amparo Roses Català Joan Chornet Soler Juli Juan Soriano | PP PSPV-PSOE Compromís | 13/06/2015 17/09/2016 22/07/2017 | moció de censura pacte de govern -- |
| 2019-2023                     | Jorge Boluda Martínez                                          | PP                     | 15/06/2019                       | --                                  |
| Des de 2023                   | Jorge Boluda Martínez                                          | PP                     | 17/06/2023                       | --                                  |
| Fonts: Generalitat Valenciana |                                                                |                        |                                  |                                     |